# Dead Man (banda sonora)
Dead Man es la banda sonora, compuesta por el músico canadiense Neil Young, de la película homónima, protagonizada por Gary Farmer y Johnny Depp. 
Neil Young grabó el álbum mediante improvisaciones, generalmente con guitarra eléctrica, aunque también hizo uso de piano, órgano y guitarra acústica, a medida que veía la última edición de la película en un estudio de grabación. La banda sonora de Dead Man se compone de siete temas instrumentales, con diálogos extraídos de la película y lecturas de poesía de William Blake por Johnny Depp.

## Lista de canciones
Todas las canciones escritas y compuestas por Neil Young. 
| N.º   | Título                                    | Duración |  |
| 1.    | «Guitar Solo, No. 1»                      | 5:18     |  |
| 2.    | «The Round Stones Beneath the Earth»      | 3:32     |  |
| 3.    | «Guitar Solo, No. 2»                      | 2:03     |  |
| 4.    | «Why Dost Thou Hide Thyself in Clouds»    | 2:25     |  |
| 5.    | «Organ Solo»                              | 1:33     |  |
| 6.    | «Do You Know How to Use This Weapon?»     | 4:25     |  |
| 7.    | «Guitar Solo, No. 3»                      | 4:31     |  |
| 8.    | «Nobody's Story»                          | 6:36     |  |
| 9.    | «Guitar Solo, No. 4»                      | 4:22     |  |
| 10.   | «Stupid White Men...»                     | 8:46     |  |
| 11.   | «Guitar Solo, No. 5»                      | 14:41    |  |
| 12.   | «Time for You to Leave, William Blake...» | 0:51     |  |
| 13.   | «Guitar Solo, No. 6»                      | 3:22     |  |
| 62:24 |                                           |          |  |

## Posición en listas
| País    | Lista             | Posición |
| ------- | ----------------- | -------- |
| Austria | Ö3 Austria Top 40 | 37       |